# Disporopsis pernyi
Disporopsis pernyi är en sparrisväxtart som först beskrevs av Henri Hua, och fick sitt nu gällande namn av Friedrich Ludwig Diels. Disporopsis pernyi ingår i släktet Disporopsis och familjen sparrisväxter. Inga underarter finns listade i Catalogue of Life.